# Daugavpils
Daugavpils ( výslovnost, česky Dvinohrad (zastarale) latgalsky Daugpiļs, německy Dünaburg, polsky Dyneburg, rusky Даугавпилс, dříve Двинск, finsky Väinänlinna) je druhé největší město Lotyšska v jihovýchodní části země, 190 km jihovýchodně od Rigy na soutoku řek Daugavy a Lauce. Podle řeky bylo město i pojmenováno (Daugavpils – hrad Daugava). 25 km od města jsou běloruské a 18 km litevské hranice. Díky své poloze je důležitým železničním uzlem a průmyslovým centrem. K 1. 1. 2019 zde žilo necelých 92 000 obyvatel, z nichž téměř polovina byli Rusové.
Město bylo založeno roku 1275 a městská práva získalo roku 1582. Během polského období v letech 1561–1772 bylo hlavním městem livonského (inflanckého) vojvodství.

## Historie
První zmínka o Daugavpilsu pochází z roku 1275, když tu Ernst von Rassburg z Řádu mečových bratří vybudoval kamennou pevnost důležitou při bojích s dosud pohanskými Litevci. Němečtí rytíři v této době ovládali území téměř celého Lotyšska, Estonska, území dnešní Kaliningradské oblasti Ruské federace, části Litvy a Polska. Podnikali útoky zejména proti pohanským Litevcům, ale i pravoslavným Rusům, ba dokonce i proti katolickým Polákům. Litevci pevnost několikrát vážně ohrožovali. V roce 1481 zámek dobyl vládce Ruska Ivan III. Po sekularizaci území řádových bratrů (přešli na protestantismus) se Daugavpils stal součástí Republiky obou národů. Právě v této době začal odlišný vývoj Latgalska. Ostatní části Lotyšska se staly součástí Švédského panství a prosadilo se tam evangelické náboženství (Švédové byli evangelíci a podporovali protestantismus po celé Evropě). Latgalsko pod polskou vládou zůstalo římskokatolické. V roce 1655 město dobyli Švédové a v roce 1656 ruská vojska. Během ruské vlády v letech 1656 až 1657 se město nazývalo Borisoglebsk. Poté se stalo opět součástí Republiky obou národů. Po prvním dělení Polska v roce 1772 připadl Daugavpils Ruskému impériu. Ve městě se začaly budovat pravoslavné chrámy a přibývalo ruského obyvatelstva. Byla postavena i železniční trať Sankt Petěrburg-Varšava, ale i tratě do Vitebska a Rigy. Daugavpils se tak stal železniční křižovatkou a strategickým dopravním uzlem. Ve Pskovské gubernii, do které byl začleněn, se stal největším městem. Od roku 1893 se město nazývalo ruským názvem Dvinsk. V roce 1914 měl Dvinsk 112 837 obyvatel.
Po vypuknutí 1. světové války procházelo město těžkými časy. V letech 1915 až 1918 se zde stabilizovala východní fronta (poziční válka). Město se stalo pro obě bojující strany jakýmsi východním Verdunem. Teprve po bolševické revoluci na základě brestlitevského míru obsadila Dvinsk 18. února 1918 německá vojska. V prosinci 1918 je vystřídala Rudá armáda a město se stalo částí Sovětského Ruska. V lednu 1920 během války mezi Polskem a bolševiky obsadili město Poláci. Od 11. srpna 1920 se stalo součástí nezávislého Lotyšska.
Po uzavření paktu Ribbentrop–Molotov mezi SSSR a nacistickým Německem obsadila město 17. června 1940 sovětská vojska. 26. června 1941 je vytlačila během útoku na SSSR nacistická vojska. Během nacistické okupace bylo zlikvidováno početné židovské obyvatelstvo. 27. července 1944 byli Němci vytlačeni sovětskými vojsky a město se opět stalo součástí SSSR až do vyhlášení nezávislosti Lotyšska v roce 1991. Stalo se součástí Lotyšské sovětské socialistické republiky.

### Název města
Historický vývoj názvu města:
- Dünaburg (1275–1656)
- Borisoglebsk (1656–1667)
- Dünaburg (1667–1893)
- Dvinsk (1893–1920)
- Daugavpils (od roku 1920)

## Obyvatelstvo

### Etnické složení
Zvláštností tohoto lotyšského města je to, že zde Lotyši netvoří ani pětinu obyvatel. Až do dělení Polska v roce 1772 zde žila silná polská komunita, která tvořila podstatnou část obyvatel. I dnes tvoří Poláci téměř 15 % obyvatel města. Po roce 1772 se sem stěhovali pravoslavní Rusové a Bělorusové. Jejich počet se prudce zvyšoval hlavně v období sovětské vlády. Dnes má město skoro 50 % ruského obyvatelstva a 7 % běloruského obyvatelstva. Židé byli téměř zcela zlikvidováni během nacistické okupace. Ostatní minority jsou téměř zanedbatelné.

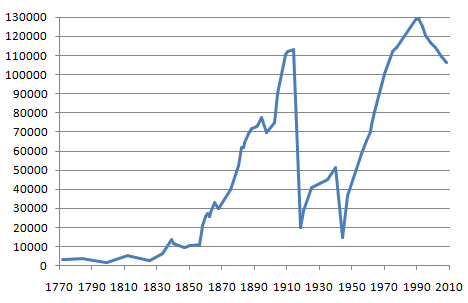
Vývoj počtu obyvatel v letech 1772–2008

| \| Národnostní složení (1. 1. 2019)[2] \| Národnostní složení (1. 1. 2019)[2] \| Národnostní složení (1. 1. 2019)[2] \| Národnostní složení (1. 1. 2019)[2] \| Národnostní složení (1. 1. 2019)[2] \| \| ----------------------------------- \| ----------------------------------- \| ----------------------------------- \| ----------------------------------- \| ----------------------------------- \| \| \| \| \| \| \| \| Rusové \| Rusové \| \| 49,4 % \| 49,4 % \| \| Lotyši \| Lotyši \| \| 19,1 % \| 19,1 % \| \| Poláci \| Poláci \| \| 13,6 % \| 13,6 % \| \| Bělorusové \| Bělorusové \| \| 7,2 % \| 7,2 % \| \| Ukrajinci \| Ukrajinci \| \| 2 % \| 2 % \| \| Litevci \| Litevci \| \| 0,9 % \| 0,9 % \| \| Ostatní \| Ostatní \| \| 8,6 % \| 8,6 % \| |            |  |        |        |
| Národnostní složení (1. 1. 2019) |            |  |        |        |
| |            |  |        |        |
| Rusové | Rusové     |  | 49,4 % | 49,4 % |
| Lotyši | Lotyši     |  | 19,1 % | 19,1 % |
| Poláci | Poláci     |  | 13,6 % | 13,6 % |
| Bělorusové | Bělorusové |  | 7,2 %  | 7,2 %  |
| Ukrajinci | Ukrajinci  |  | 2 %    | 2 %    |
| Litevci | Litevci    |  | 0,9 %  | 0,9 %  |
| Ostatní | Ostatní    |  | 8,6 %  | 8,6 %  |

### Náboženství
Většina obyvatel, především Rusů, Bělorusů, Ukrajinců a také menší část Lotyšů se hlásí k Lotyšské pravoslavné církvi, která je součástí Ruské pravoslavné církve. Místní Lotyši se z velké části hlásí k etnické skupině Latgalců a jsou převážně římští katolíci, přičemž v celé zemi jsou Lotyši spíše evangelíci. K římským katolíkům se hlásí i zdejší Poláci a Litevci. Evangelíků a jiných věřících je málo.

## Osobnosti
- Aleksandrs Cauņa (* 1988), fotbalista
- Me'ir Simcha z Dvinsku (1843–1926), od roku 1883 zdejší rabín
- Igors Kazanovs (* 1963), atlet
- Abraham Isaac Kook (1865–1935), první aškenázský vrchní rabín v britské mandátní Palestině
- Andrejs Kovaļovs (* 1989), fotbalista
- Solomon Michoels (1890–1948), sovětský divadelní herec
- Pauls Mincs (1868–1941), lotyšský právník, pedagog, politik, ministr
- Jevgenij Karlovič Miller (1867–1939), ruský generál
- Mark Rothko (1903–1970), americký malíř lotyšského původu
- Artjoms Rudņevs (* 1988), fotbalista
- Ša'ul Avigur (1899–1978), jeden ze zakladatelů izraelského zpravodajského společenství
- Vitas (* 1979), ruský zpěvák

## Památky

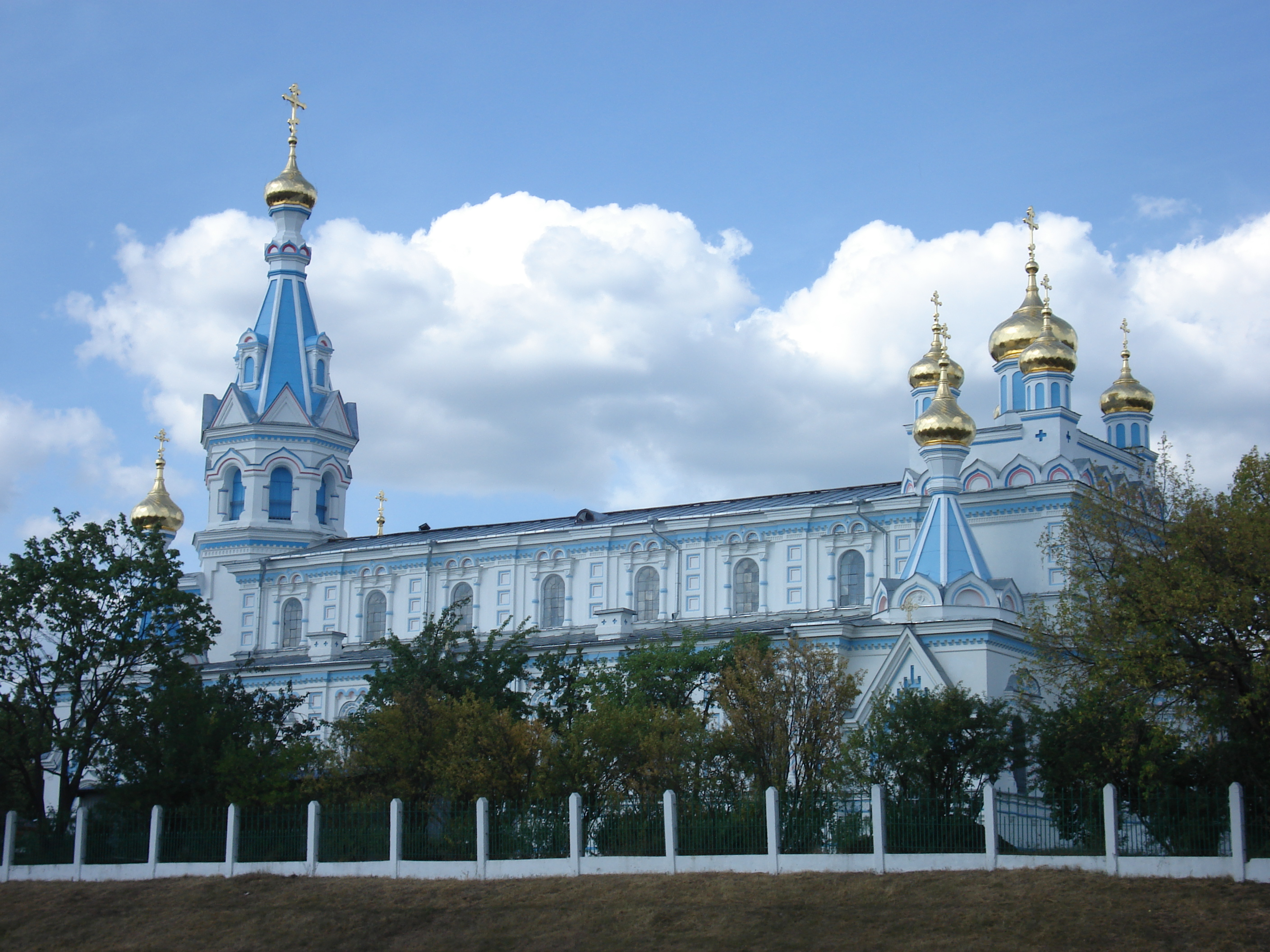
Chrám svatých Borise a Gleba

Ve městě se nachází mnoho architektonických památek, které připomínají jednotlivé etapy historického vývoje města.
- Chrám svatých Borise a Gleba – největší pravoslavný kostel v Lotyšsku z roku 1905
- Kostel Neposkvrněného početí Panny Marie – novobarokní římskokatolický kostel z let 1902–1905
- Chrám svatého Alexandra Něvského – pravoslavný kostel z let 1856–1864 s pěti kupolemi vysokými 16 metrů
- Chrám svatého Petra – římskokatolický
- Evangelický kostel
- Chrám starověrců